# Weltklasse Zürich 2018
Il Weltklasse Zürich 2018 è stato la 90ª edizione dell'omonimo meeting, annuale competizione di atletica leggera, ed ha avuto luogo allo Stadio Letzigrund di Zurigo, in Svizzera, il 29 e il 30 agosto 2018. Il meeting è stato anche la penultima tappa del circuito ufficiale IAAF Diamond League 2018, nonché la prima delle due tappe "finali" del circuito stesso.

## Programma[1]

### Giorno 1
| # | Orario | Specialità       |
| - | ------ | ---------------- |
| 1 | 18:30  | Salto con l'asta |

### Giorno 2
| # | Orario | Specialità             |
| - | ------ | ---------------------- |
| 1 | 19:40  | Getto del peso         |
| 2 | 20:04  | 400 metri              |
| 3 | 20:24  | 3000 metri siepi       |
| 4 | 20:45  | Salto in lungo         |
| 5 | 20:48  | 1500 metri             |
| 6 | 20:55  | Lancio del giavellotto |
| 7 | 21:11  | 200 metri              |
| 8 | 21:44  | 400 metri ostacoli     |

| # | Orario | Specialità             |
| - | ------ | ---------------------- |
| 1 | 18:25  | Salto triplo           |
| 2 | 18:35  | Salto in alto          |
| 3 | 18:50  | Salto con l'asta       |
| 4 | 19:05  | Lancio del giavellotto |
| 5 | 20:13  | 800 metri              |
| 6 | 20:40  | 100 metri              |
| 7 | 21:02  | 400 metri ostacoli     |
| 8 | 21:20  | 5000 metri             |

     Specialità valide per la Diamond League

## Risultati
Di seguito i primi tre classificati di ogni specialità.

### Uomini
| Specialità             |                   | Prestazione | 2º classificato     | Prestazione | 3º classificato      | Prestazione |
| 200 m                  | Noah Lyles        | 19"67       | Ramil Guliyev       | 19"98       | Jereem Richards      | 20"04       |
| 400 m                  | Fred Kerley       | 44"80       | Nathan Strother     | 44"93       | Matthew Hudson-Smith | 44"95       |
| 1500 m                 | Timothy Cheruiyot | 3'30"27     | Elijah Manangoi     | 3'31"16     | Ayanleh Souleiman    | 3'31"24     |
| 3000 m siepi           | Conseslus Kipruto | 8'10"15     | Soufiane el-Bakkali | 8'10"19     | Evan Jager           | 8'13"22     |
| 400 m ostacoli         | Kyron McMaster    | 48"08       | Karsten Warholm     | 48"10       | Yasmani Copello      | 48"73       |
| Salto con l'asta       | Timur Morgunov    | 5.91 m      | Shawnacy Barber     | 5.86 m      | Kurtis Marschall     | 5.86 m      |
| Salto in lungo         | Luvo Manyonga     | 8.36 m      | Ruswahl Samaai      | 8.32 m      | Henry Frayne         | 8.16 m      |
| Getto del peso         | Tomas Walsh       | 22.60 m DLR | Darrell Hill        | 22.40 m     | Ryan Crouser         | 22.18 m     |
| Lancio del giavellotto | Andreas Hofmann   | 91.44 m     | Magnus Kirt         | 87.57 m     | Thomas Röhler        | 85.76 m     |

     Prestazione che stabilisce il nuovo record del meeting.

### Donne
| Specialità             |                      | Prestazione | 2º classificato   | Prestazione | 3º classificato            | Prestazione |
| 100 m                  | Murielle Ahouré      | 11"01       | Dina Asher-Smith  | 11"08       | Marie-Josée Ta Lou         | 11"10       |
| 800 m                  | Caster Semenya       | 1'55"27     | Ajeé Wilson       | 1'57"86     | Natoya Goule               | 1'58"49     |
| 5000 m                 | Hellen Obiri         | 14'38"39    | Sifan Hassan      | 14'38"77    | Senbere Teferi             | 14'40"97    |
| 400 m ostacoli         | Dalilah Muhammad     | 53"88       | Shamier Little    | 54"21       | Janieve Russell            | 54"38       |
| Salto in alto          | Marija Lasickene     | 1.97 m      | Julija Levčenko   | 1.94 m      | Marie-Laurence Jungfleisch | 1.90 m      |
| Salto con l'asta       | Aikaterinī Stefanidī | 4.87 m      | Sandi Morris      | 4.82 m      | Anželika Sidorova          | 4.82 m      |
| Salto triplo           | Caterine Ibargüen    | 14.56 m     | Shanieka Ricketts | 14.55 m     | Kimberly Williams          | 14.47 m     |
| Lancio del giavellotto | Taccjana Chaladovič  | 66.99 m     | Liu Shiying       | 66.00 m     | Kara Winger                | 64.75 m     |